# PES 2021
eFootball Pro Evolution Soccer 2021 Season Update (abbreviato ufficialmente in eFootball PES 2021 Season Update oppure come PES 2021 e conosciuto in Asia come Winning Eleven 2021) è un simulatore di calcio, sviluppato da Konami e appartenente alla serie PES, uscito sul mercato nel 2020 in Nord America e in Europa, e in Giappone per le piattaforme PlayStation 4, Xbox One e Microsoft Windows. Si tratta del ventesimo capitolo della serie. Così come il suo predecessore, è il videogioco ufficiale di UEFA Euro 2020, e, pertanto, possiede le licenze riguardanti il pallone, gli stadi, gli arbitri e le nazionali del Campionato europeo di calcio.

## Competizioni
Come la precedente edizione, vengono a mancare le licenze delle competizioni UEFA, che restano a EA Sports. Inoltre è assente anche la seconda divisione spagnola. In compenso, Konami ha acquisito i diritti completi di molte leghe europee, sudamericane e asiatiche.
Dove non diversamente specificato in nota, la lega si intende con licenza completa.
- Jupiler Pro League
- Superliga
- Premier League[4]
- Sky Bet Championship[5]
- Ligue 1
- Ligue 2
- Serie A TIM[6]
- Serie BKT
- Eredivisie
- Liga NOS
- Russian Premier League
- Ladbrokes Premiership
- LaLiga Santander[7]
- Raiffeisen Super League
- Spor Toto Süper Lig
- Superliga Quilmes Clásica
- Campeonato Brasileiro[8]
- Campeonato Scotiabank
- Liga Águila
- Chinese Super League  *
- Thai League 1  *
- AFC Champions League

* aggiunte tramite DLC 2.0